# Seuil de compensation des carbonates
Pour les articles homonymes, voir CCD.

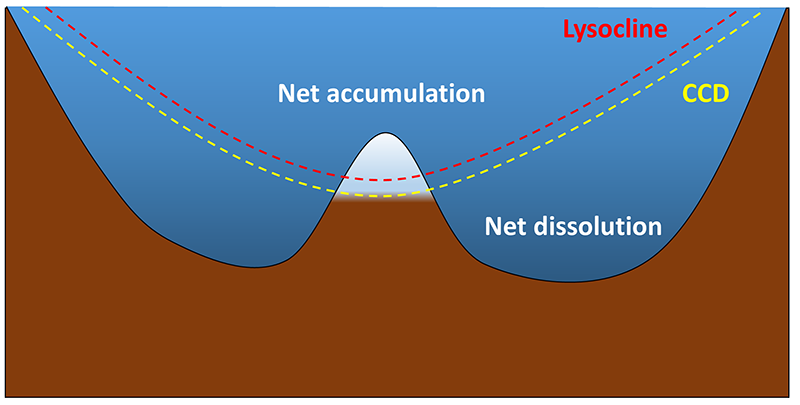
Schéma représentant la lysocline (profondeur à laquelle la dissolution des carbonates commence nettement) et la CCD (profondeur à laquelle la dissolution est quasiment totale).

Le seuil de compensation des carbonates, ou profondeur de compensation des carbonates, souvent abrégé CCD (de l'anglais Carbonates Compensation Depth) est une surface d'équilibre des mers et océans, utilisée notamment dans la reconstitution des conditions de milieux de dépôts. Elle correspond à la profondeur à laquelle la totalité du carbonate de calcium apporté depuis la surface est dissoute.

## Définition

### Principes
Les carbonates, présents dans une grande majorité des roches sédimentaires et dans les coquilles des fossiles et microfossiles, sont en équilibre avec les autres paramètres physico-chimiques de l'eau de mer. Au delà d'une certaine profondeur, ils auront tendance à se dissoudre, du fait de la pression. Au-dessus de cette même profondeur, ils auront, au contraire, tendance à précipiter.

### Applications
La notion de seuil de compensation des carbonates est importante en sédimentologie, car elle permet de reconstituer des paléo-environnements, environnements de vie ou environnements de dépôts.
Les organismes récifaux, responsables de la formation de bioconstructions (e. g. coraux, stromatolithes, lamellibranches), n'ont pu vivre qu'au-dessus de cette zone, sans quoi ils n'auraient pu précipiter leur squelette carbonaté. De même, des roches sédimentaires détritiques, carbonatées, fossilifères ou non (e.g. calcaire, lumachelle, falun...) n'ont pu se déposer qu'au-dessus du seuil de compensation des carbonates.
La CCD actuelle se situe entre 3 000 m et 5 500 m de profondeur. En dessous de ces profondeurs, les carbonates sont dissous et la sédimentation est essentiellement constituée de silice et d'argile.

### Calcul de la profondeur
Au-dessous du seuil de compensation des carbonates, les roches sédimentaires carbonatées laissent place à des roches surtout siliceuses. Pour l'essentiel des roches constituées de tests (squelettes) siliceux d'organismes marins, tels les tests de diatomées qui forment les roches de type diatomite.
Pour un géologue, la nature des terrains sédimentaires rencontrés permet ainsi de se repérer quant à la profondeur par rapport au seuil de compensation des carbonates.
La profondeur du seuil de compensation des carbonates varie selon les paramètres physico-chimiques de l'eau de mer. Selon le principe de l'actualisme, on évalue sa profondeur moyenne variant entre 4500 et 5000 mètres en dessous du niveau de la mer. D'autres indices géochimiques (relevés isotopiques, notamment) permettent aux géologues de reconstituer ses paramètres et d'affiner ainsi la profondeur de la CCD.
La CCD est différente pour chaque océan.